# 似雲

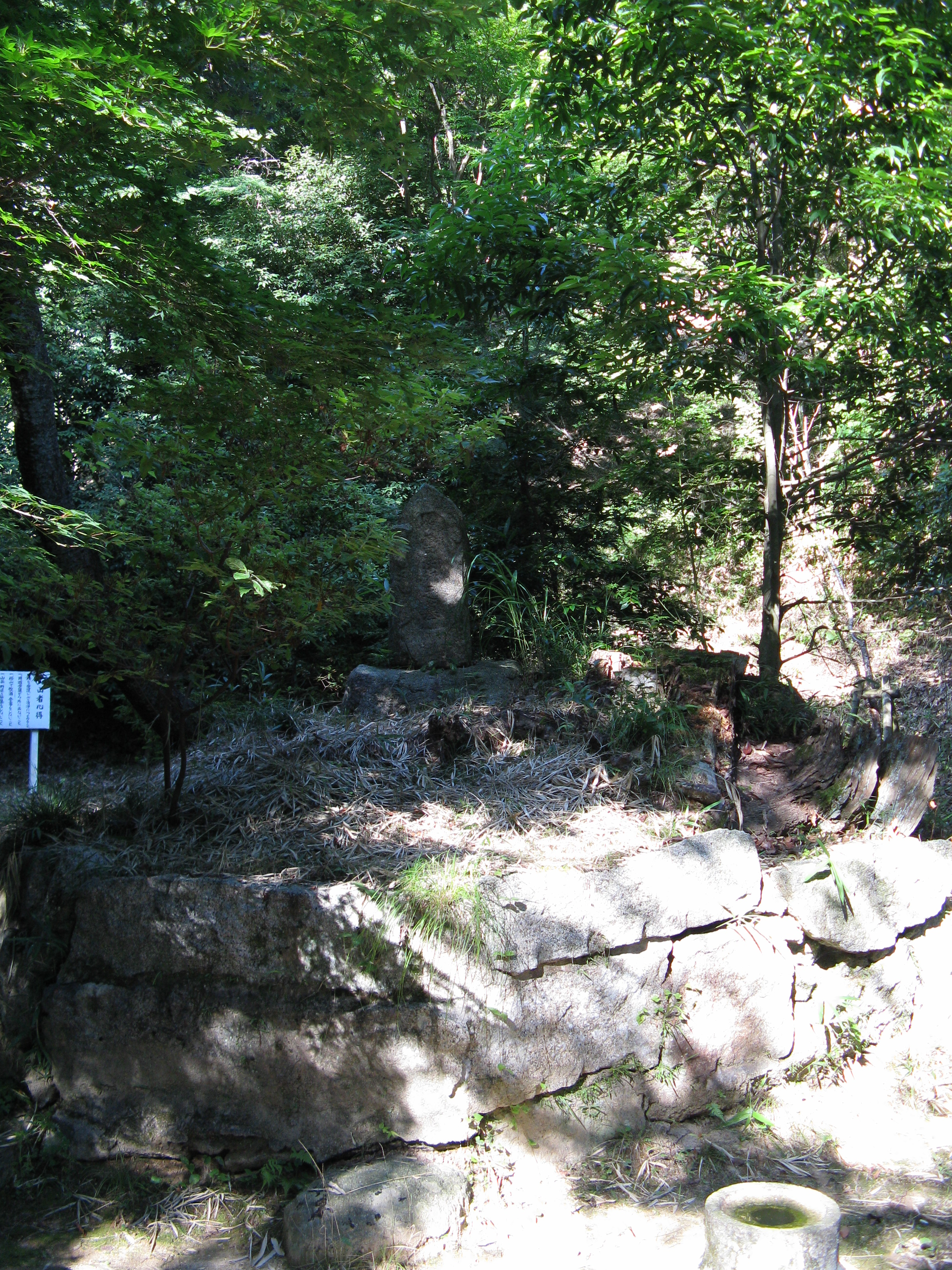
弘川寺の似雲墳

似雲（じうん、寛文13年1月2日（1673年2月18日）- 宝暦3年7月8日（1753年8月6日））は、江戸時代中期の浄土真宗の僧・歌人。俗姓は河村氏。通称は金屋吉右衛門。安芸国の出身。

## 略歴
1709年（宝永6年）安芸宮島の浄土真宗光明院で出家し、法号は初め如雲と称したが、のちに似雲（西行の好んだ桜のことか）に改めている。1710年（宝永7年）上洛して、歌道を公家の武者小路実陰に学び、実陰の歌論を書き取って『詞林拾集』と著している。公家の実陰を通し公家や皇族とも親交があり、とくに歌人である一乗院宮尊賞親王とは親しかった。
平安時代後期の歌僧である西行を慕って諸国をめぐり、河内国の弘川寺に西行塚があるのを見つけ、西行堂を建立している。西行を慕った姿から「今西行」と呼ばれた。死後、弘川寺の西行塚の脇に葬られた。
歌集に『としなみ草』がある。